# Paria (opera)
Paria – ostatnie ukończone dzieło Stanisława Moniuszki, mające swoją premierę 11 grudnia 1869 roku w Teatrze Wielkim w Warszawie, na 3 lata przed śmiercią kompozytora. Libretto autorstwa Jana Chęcińskiego zostało oparte na motywach tragedii Casimira Delavigne’a pod tym samym tytułem.

## Osoby
- Idamor, naczelnik kasty wojowników – tenor
- Ratef, jego powiernik – tenor
- Akebar, arcykapłan – bas
- Neala, jego córka – sopran
- Mirra, kapłanka – mezzosopran
- Dżares, paria, ojciec Idamora – baryton
- bramini, kapłanki, wojownicy, lud

## Streszczenie
Prolog
Rzecz się dzieje w Indiach, w Benaresie.
Nocą w poświęconym bogom gaju, zwycięski wódz Idamor zwierza się swemu powiernikowi Ratefowi z miłości do Neali - córki arcykapłana, naczelnika kasty braminów - Akebara.
Zwierzenia przerywa nieprzewidziany epizod: żołnierze Idamora gonią nędzarza pariasa, który wtargnął do gaju, bezczeszcząc to święte miejsce. Idamor ocala go przed śmiercią, uświadamiając sobie, że sam wyszedł z kasty pariasów.
Akt I
Neala przebywa z kapłankami w gaju. Po rozterkach wynikających z konfliktów jej kapłańskich powinności i ziemskiej miłości, oznajmia ukochanemu mężczyźnie o decyzji ojca, który zamierza zwolnić ją ze ślubów i wydać za mąż. Zakochani nie wiedzą jednak, kogo Akebar wybrał na męża swojej córki. W świątyni gromadzą się Braminowie, wśród których Akebar oskarża zagrażających ich potędze wojowników. Zapewnia też, że będzie stał na straży dominacji kasty kapłanów.
Zebrani wnoszą zawołania do bogów o opiekę, zaś obecna Neala obawia się o losy Idamora, który pojawia się w świątyni na wezwanie Arcykapłana. Akebar oznajmia młodemu wodzowi, który obronił kraj przed wrogiem, że z wyboru bogów przeznaczony jest na męża Neali.
Akt II
Idamor wyjawia ukochanej tajemnicę swego pochodzenia. Jest pariasem. Miłość bierze górę nad jej przerażeniem i pogardą. Neala po spotkaniu z ukochanym przybywa do kapłanek zdziwionych zatroskaniem przyszłej panny młodej. Neala rozpacza w samotności nad losem Idamora, w imię miłości chce dzielić jego los i tajemnicę. Ratef przekazuje Neali wiadomość o przybyciu na pół obłąkanego starca, który poszukuje Idamora. Neala poleca przyprowadzić starca i wezwać Idamora. Tajemniczym starcem okazuje się być, dopiero co uratowany przez Idamora, paria - Dżares, który w swym wybawicielu rozpoznaje swojego syna i usilnie nakłania go do powrotu w rodzinne strony.
Akt III
Rozpoczynają się uroczystości zaślubin nad świętą rzeką Ganges. Akebar wznosi modlitwę o powodzenie nowożeńców, rozpoczynają się weselne tańce. Obłąkany Dżares zakłóca radosny nastrój swoim wtargnięciem na miejsce uroczystości i jako parias domaga się, stosownie do panującego prawa - śmierci. Idamor rzuca się do stóp arcykapłana, prosząc o łaskę dla swojego ojca, ofiarując w zamian za jego życie - swoje własne.
Nie pomaga podjęta przez Dżaresa próba odwrócenia losu przez oświadczenie, że nie zna wojownika. Idamor wyjawia, że jest Parią i ginie z rąk nieprzejednanego Akebara. Wkraczająca na czele orszaku weselnego na miejsce zaślubin Neala, widząc martwego narzeczonego mdleje, Akebar wyraża swoją boleść w lamencie, Neala zaś odzyskawszy przytomność, postanawia odejść ze starcem, by z nim dzielić los po utracie Idamora, przeklęta przez ojca i braminów.

## Muzyka
W warstwie muzycznej można wyczuć nawiązania do Wagnera czy Chopina. Harmonicznie oraz instrumentacyjnie Paria jest najbardziej zróżnicowanym dziełem kompozytora. Orkiestra została poszerzona o tam-tam, gong, kontrafagot i klarnet basowy. Na przestrzeni opery wyróżnia się Uwertura, nazywana przez wielu najlepszym dziełem orkiestrowym Stanisława Moniuszki. Estetycznie, Paria bliższa jest operze włoskiej niż wypracowanemu przez lata polskiemu stylowi narodowemu (Halka, Straszny dwór), choć nie brak w niej zwrotów stylistycznych charakterystycznych dla języka muzycznego znanego z poprzednich oper Moniuszki. Użycie gongu, tam-tamu oraz innych mniej typowych jak na tamte czasy instrumentów (klarnet basowy, kontrafagot), często także instrumentacja eksponująca instrumenty dęte drewniane i kotły, zwracają uwagę na indyjską tematykę dzieła.

## Nagrania
DUX 0686/0687 – Paria – Leszek Skrla – Dżares, Janusz Lewandowski – Akebar, Katarzyna Hołysz – Neala, Tomasz Kuk – Idamor, Andrzej Lampert – Ratef. Chór i Orkiestra Opery na Zamku w Szczecinie, Warcisław Kunc – dyrygent (jedyne kompletne nagranie opery)